# Change, Saône-et-Loire
Change är en kommun i departementet Saône-et-Loire i regionen Bourgogne-Franche-Comté i östra Frankrike. Kommunen ligger i kantonen Épinac som tillhör arrondissementet Autun. År 2022 hade Change 218 invånare.

## Befolkningsutveckling
Antalet invånare i kommunen Change
| Referens: INSEE |